# 卡爾·漢克
卡爾·奧古斯特·漢克（德語：Karl August Hanke，1903年8月24日—1945年6月8日）是一位納粹德國官員與最後一任親衛隊全國領袖，並曾於1941年至1945年間擔任下西利西亞大管區領袖。1945年6月8日，漢克遭捷克游擊隊射殺身亡。

## 早年生活
卡爾·漢克於1903年8月24日出生在德意志帝國西利西亞省的劳班（今屬波蘭）。漢克的兄長於第一次世界大戰中陣亡，但他因年齡不足無法從軍，因此進入了文理中學求學。1920年至1921年間，他以「暫時志願兵」（Zeitfreiwilliger）的身份進入駐紮於奧得河畔法蘭克福的威瑪國家防衛軍第19步兵團服役。
役畢後，漢克進入位於迪波爾迪斯瓦爾德的德國銑工學校就讀，並成為一名銑床工程師。他接著決定進入鐵路工作站擔任學徒以獲取實作經驗。自1921年起至1926年左右，漢克均於西利西亞與巴伐利亞等地擔任銑床業經理人。不久後漢克再度重返校園，進入柏林職業教育學院就讀，並獲得了可於職業學校教授銑床技術的學位。1928年，漢克在柏林史德可立茲區擔任銑床師傅，隨後又在柏林的一間技術學校任教。

## 納粹黨
漢克於1928年11月1日加入納粹黨，其黨員編號為102606。他先是在柏林的地方黨部等分支單位擔任發言人與召集人等角色，隨後又於1929年加入準軍事組織「衝鋒隊」所屬的預備單位；同年漢克升任地方黨部的副街區領袖。1930年，漢克獲晉升為街區領袖（Strassenzellenleiter），不久後又獲拔擢為柏林的分區領袖（Sektionsführer）。
1931年4月間，漢克因發表煽動性的納粹黨言論而遭開除教職；此後他便成為一名全職黨員。至1931年下半年時，漢克已是柏林威斯登區的地區領袖（Kreisleiter），且聽命於時任柏林大区长官的約瑟夫·戈培爾。1932年4月1日，漢克升任大管區策劃總監，並成為戈培爾作為納粹黨宣傳總監時的個人助理與顧問。
在威斯登區任職地區領袖時，漢克是首位與後來的帝國軍備部長亞伯特·史佩爾接觸的納粹黨官員。1932年，漢克將柏林西部郊區一處別墅改建為地區黨部辦公室的建案承包給史佩爾；兩人後來亦成為相當親密的朋友。根據史佩爾的個人著作《透視第三帝國》，漢克曾於1944年強烈建議其無論在任何情況下均不應參訪「一處位於上西利西亞的集中營」（指的是奧斯威辛集中營）。根據史佩爾在書中的說法，漢克在那裡「見到了某些他不能形容、也確實無法形容的事物」。

## 政府職務

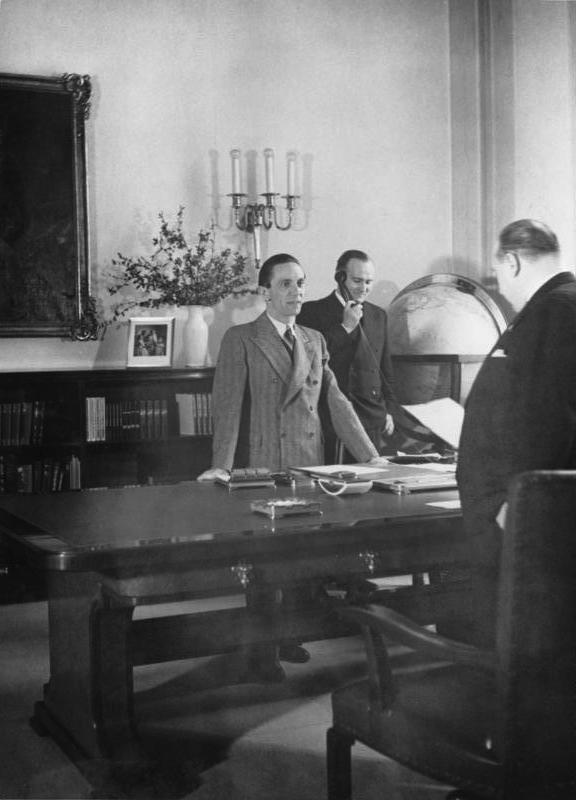
帝國宣傳部長約瑟夫·戈培爾正在宣傳部辦公室與新聞署長瓦爾特·馮克開會；戈培爾身後的副部長漢克正在聽電話

阿道夫·希特勒相當欣賞漢克直率敢言的個性。1932年4月時，漢克代表納粹黨獲得了普魯士邦議會的議員席次；同年11月，漢克再當選国会議員，代表選區為波茨坦。漢克持續擔任此職務至第二次世界大戰歐洲戰事結束為止。
1932年7月，漢克再次委託史佩爾在柏林市中心的沃斯大街上為納粹黨興建一座總部。1933年3月，在納粹黨掌握政權與控制國會後，戈培爾創設了國民教育與宣傳部，而漢克亦隨其進入該部工作，擔任戈培爾的個人秘書與助手。當時漢克是戈培爾最倚重的手下，前者亦經常陪同後者前往義大利與波蘭等地進行官方訪問。1934年2月15日，漢克加入了一般親衛隊，成員編號為203,103；他隨後被編入總部位於柏林的親衛隊第6旗隊。1935年1月至1936年4月1日，漢克均在親衛隊全國領袖海因里希·希姆萊的個人幕僚團內工作；隨後於1937年下半年，他成為國民教育與宣傳部副部長，但任職令遲至1938年1月15日才生效。同年內，漢克又晉升為帝國文化院第二副院長。
漢克看似平步青雲的仕途在其與約瑟夫·戈培爾的妻子瑪格達·戈培爾捲入了一樁婚外情事件後曾短暫受阻。戈培爾本身擁有多段婚外情。1937年冬天，戈培爾開始與捷克女演員莉達·巴羅瓦交往。瑪格達·戈培爾知悉此事後曾於1938年8月15日與希特勒促膝長談。希特勒非常喜歡瑪格達和戈培爾年幼的孩子們，因此他要求戈培爾結束這段婚外情。此後，戈培爾與瑪格達至1938年9月底為止均維持著表面上的和睦，但隨後兩人的關係又急速惡化。戈培爾希望漢克代表他調解兩人間的問題，但此舉並不成功。漢克同樣曾就此事與希特勒會談過，後者則表示他會與戈培爾私下談談。此後希特勒亦相當努力維繫戈培爾夫婦兩人的關係。1939年7月，瑪格達向丈夫戈培爾坦承自己自1938年10月起便與漢克有著一段婚外情。希特勒再次介入此事，並告知戈培爾瑪格達的婚外情已經結束，兩人必須繼續維持夫妻關係。戈培爾立即將漢克調離現職，而後者從未再回到國民教育與宣傳部任職。

## 第二次世界大戰
漢克因曾於1937年在德意志國防軍中獲任命為後備軍官，因此他於1939年7月接獲軍事徵召。自1939年9月起至同年10月止，漢克均服役於第3裝甲師，並隨部隊參與入侵波蘭的行動。1940年5月至同年6月底，漢克轉入埃爾溫·隆美爾將軍指揮的第7裝甲師第25裝甲團服役。漢克與希望維持良好公共關係的隆美爾十分投緣。1941年漢克以中尉軍階自國防軍退伍。
在離開軍隊後，漢克獲希特勒任命為下西里西亚大区长官。1942年，希姆萊授予其親衛隊集團領袖的官銜。漢克是個納粹政策的狂熱執行者，在其統治布列斯勞期間，共有逾1,000人遭他下令處決；他也因此被暱稱為「布列斯勞的絞刑者」。
漢克與柏林大學教授之女、布列斯勞女爵芙蕾達·馮·弗爾克斯（Freda von Fircks）相戀許久，兩人最終於1944年11月25日結婚。

### 1945年布列斯勞陷落

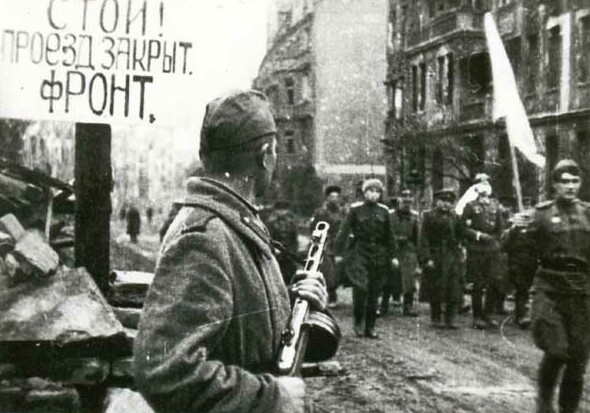
1945年5月6日，駐守於布列斯勞的德軍軍官前往蘇軍陣營商談投降事宜

1945年上半年，蘇聯紅軍已推進至西利西亞並包圍了布列斯勞。希特勒任命漢克為布列斯勞的「戰地指揮官」（Kampfkommandant）。仍對第三帝國的最終勝利抱有狂熱信心的漢克著手組織城市防務。戈培爾在其日記裡表達了對漢克於此役表現的敬佩之意。在為期82天的圍城戰鬥中，蘇聯軍隊以總計60,000人傷亡的代價造成約30,000名德軍與平民傷亡，另外俘虜了逾40,000名戰俘。5月6日，就在德國投降前一日，德軍指揮官赫爾曼·尼霍夫命令布列斯勞守軍棄械投降；此時的蘇聯紅軍已攻破並佔領柏林市中心。漢克則於布列斯勞陷落前數日搭乘為其準備的Fi 156輕型飛機離開該城。布列斯勞是最後一個投降的德國大型城市。由於蘇聯軍隊的空襲與密集的炮火轟炸，再加上親衛隊與納粹官員臨走前的破壞，布列斯勞市內80%至90%的區域均遭摧毀。

### 親衛隊全國領袖
漢克對納粹主義的狂熱與對元首命令的無條件遵從令希特勒印象深刻；後者遂於1945年4月29日在其遺言與遺囑中任命其為親衛隊全國領袖與德國警察總長，取代希姆萊的職務。希姆萊因私自與盟軍接觸洽談投降事宜而被希特勒視為叛徒，後者在盛怒之下褫奪了前者的一切頭銜與權力；這也促成了漢克的親衛隊全國領袖職務任命。

## 死亡
漢克於1945年5月5日接獲全國領袖任職令，隨即飛往布拉格加入位於該地的党卫队第18师。漢克選擇穿著親衛隊士兵的制服以於遭俘虜時掩飾其身份。該部隊曾試圖突圍返回德國，但在與捷克游擊隊激烈戰鬥後以失敗告終，最終在位於布拉格西北部約50公里的新韋斯投降。捷克游擊隊並未發現漢克的真實身分，因此將他與其他低階親衛隊戰俘編在一起。1945年6月，游擊隊決定將總數65人的德軍戰俘以步行的方式移往他處安置。行進過程中，一列火車經過；漢克與其他兩名戰俘逃離隊伍並試圖登上火車。捷克游擊隊見狀隨即開火，漢克首先遭到擊斃，另外兩人則中槍跌落鐵軌道；游擊隊隨後以槍托重擊兩人至死。

## 獲獎與榮譽

### 晉升日期
- 親衛隊候選隊員（英语：Anwärter），1934年2月15日[4]
- 親衛隊突擊隊大隊領袖，1934年7月1日[3]
- 親衛隊上級突擊隊大隊領袖，1935年4月20日[3]
- 親衛隊旗隊領袖，1935年9月15日[3]
- 親衛隊上級領袖，1937年4月20日[3]
- 親衛隊旅隊領袖，1941年1月30日[3]
- 親衛隊集團領袖，1941年4月20日[3]
- 親衛隊上級集團領袖，1944年1月30日[3]
- 親衛隊全國領袖與德國警察總長，1945年4月29日[30]

### 受勳榮譽
- 舊衛隊榮譽山形紀念章（英语：Honour Chevron for the Old Guard）[33]
- 親衛隊榮譽戒指[33]
- 親衛隊全國領袖榮譽佩劍（英语：Sword of honour of the Reichsführer-SS）[33]
- 納粹黨金質黨章[33]
- 二等、三等與四等親衛隊長期服務獎章（英语：SS Long Service Award）
- 銅質與銀質納粹黨長期服務獎章[33]
- 一等與二等戰功十字勳章[33]
- 一等德國奧林匹克獎章（英语：Olympic Games Decoration）（1936年）[33]
- 銀質德國馬術獎章（英语：German Equestrian Badge）（1938年）[33]
- 黑質重傷獎章（1939年）[33]
- 銀質裝甲戰鬥章（1940年）[33]
- 一等與二等鐵十字勳章（1940年）[34]
- 金質希特勒青年團榮譽橡葉獎章（英语：Hitler Youth Badge）（1941年8月30日）[33]
- 德意志勋章（1945年4月12日）[33]

### 引用
1. ↑  Miller 2015，第13頁.
2. 1 2  Mitcham 2007，第43頁.
3. 1 2 3 4 5 6 7 8 9 10 11 12  Miller 2015，第15頁.
4. 1 2 3 4 5 6 7  Miller 2015，第16頁.
5. ↑  Mitcham 2007，第43, 44頁.
6. 1 2  Mitcham 2007，第44頁.
7. ↑  Speer, Inside the Third Reich, p. 21
8. ↑  Speer, Inside the Third Reich, p. 376
9. ↑  Speer, Inside the Third Reich, p. 24
10. ↑  Miller 2015，第17頁.
11. ↑  Miller 2015，第17, 18頁.
12. ↑  Miller 2015，第15, 17頁.
13. 1 2  Miller 2015，第18頁.
14. ↑  Longerich 2015，第318頁.
15. 1 2 3  Longerich 2015，第392頁.
16. ↑  Longerich 2015，第393頁.
17. ↑  Longerich 2015，第392–395頁.
18. ↑  Longerich 2015，第394, 420頁.
19. ↑  Longerich 2015，第420頁.
20. ↑  Longerich 2015，第420, 421頁.
21. 1 2  Mitcham 2007，第54頁.
22. ↑  Reuth 2006，第124頁.
23. ↑  Mitcham 2007，第54, 55頁.
24. ↑  Miller 2015，第20頁.
25. ↑  Yad Vashem, , The Holocaust Martyrs' and Heroes' Remembrance Authority, 2015  [2017-08-13], （原始内容存档于2017-12-06）
26. ↑  Mitcham 2007，第56頁.
27. ↑  Duffy, Red Storm on the Reich, p. 265
28. ↑  Speer, Inside the Third Reich, p. 423
29. ↑  Schwartz, Michael (2008). Das Deutsche Reich und der Zweite Weltkrieg, Vol. 10/2, p. 586, München: Deutsche Verlags-Anstalt
30. 1 2 3  Evans 2008，第724頁.
31. 1 2  Manvell & Fraenkel 2007，第237頁.
32. ↑  Hamburger Allgemeine Zeitungted Ted, 11 May 1949
33. 1 2 3 4 5 6 7 8 9 10 11 12  Miller 2015，第23頁.
34. ↑  Mitcham 2007，第55頁.

### 圖書
- Duffy, Christopher. . Atheneum. 1991. ISBN 0-689-12092-3.
- Evans, Richard J. . New York: Penguin Group. 2008. ISBN 978-0-14-311671-4.
- Longerich, Peter. . New York: Random House. 2015. ISBN 978-1-4000-6751-0.
- Manvell, Roger; Fraenkel, Heinrich. . London; New York: Greenhill; Skyhorse. 2007 [1965]. ISBN 978-1-60239-178-9.
- Miller, Michael. . San Jose, CA: R. James Bender. 2015. ISBN 978-1-932970-25-8.
- Mitcham, Samuel W. . Mechanicsburg, PA: Greenwood Publishing Group. 2007. ISBN 0-275-99185-7.
- Moll, Martin. Der Sturz alter Kämpfer. Ein neuer Zugang zur Herrschaftsanalyse des NS-Regimes, in: Historische Mitteilungen der Ranke-Gesellschaft 5. Jg. (1992), S. 1–51.
- Reuth, Ralf Georg. . London: Haus Books. 2006. ISBN 978-1-904950-20-2.
- Speer, Albert. . New York: Simon and Schuster. 1997 [1969]. ISBN 978-0-684-82949-4.

## 延伸閱讀
- Beevor, Antony. . Viking-Penguin Books. 2002. ISBN 978-0-670-03041-5.
- Miller, Michael; Schulz, Andrea. . San Jose, CA: R. James Bender. 2012. ISBN 978-1-932970-21-0.
- Richter, Jana. Karl Hanke, in: Hermann Weiß (Hg.): Biographisches Lexikon zum Dritten Reich, Frankfurt a. M. 1998, S. 177f.
- Sereny, Gitta (2005). Albert Speer. Sein Ringen mit der Wahrheit, München. ISBN 3-442-15328-X.

| 政府职务               | 政府职务              | 政府职务    |
| ---------------------- | --------------------- | ----------- |
| 前任： 海因里希·希姆萊 | 親衛隊全國領袖 1945年 | 繼任： 末任 |